# Amoenomyces
Amoenomyces är ett släkte av svampar. Amoenomyces ingår i divisionen sporsäcksvampar och riket svampar.